# Jan Egeland
Jan Egeland (* 12. září 1957 Stavanger) je norský diplomat, politolog, humanitární pracovník a bývalý politik Norské strany práce (DNA). V letech 1990 až 1997 působil jako náměstek na norském ministerstvu zahraničí a v letech 2003 až 2006 pracoval u OSN jako koordinátor humanitární a krizové pomoci.

## Studium
Egeland má doktorát v oboru politologie z University v Oslu. Studoval také na Kalifornské universitě v Berkeley (USA), kde pobíral stipendium, dále na Institutu mírového výzkumu v Oslu a na Institutu Harryho S. Trumana v Jeruzalémě (Izrael). Dnes zastává čestný post profesora na Universitě ve Stavangeru.

## Profesní život
V roce 1980 se v 23 letech stal jako nejmladší v historii viceprezidentem výkonné rady Amnesty International v Norsku. Po několika letech se stal nejvyšším představitelem norské pobočky této organizace. Zastával rovněž vysoké funkce v Mezinárodním Červeném kříži a pracoval také jako reportér pro Norskou televizi NRK.
Svou politickou kariéru začal Egeland na norském ministerstvu zahraničí, kde působil od roku 1990 do roku 1997 jako náměstek. Od roku 1999 do roku 2002 pracoval v OSN jako poradce pro otázky týkající se Kolumbie. Následně v letech 2003 až 2006 zastával pozici ředitele Úřadu pro koordinaci humanitárních záležitostí v OSN. V této funkci byl jeho předchůdcem Kenzo Oshima a nahradil jej John Holmes.
Pracoval také jako ředitel útvaru nevládní organizace Human Rights Watch a ředitel Norského Institutu zahraničních věcí. Od roku 2013 působí v Norwegian Refugee Council, která se zabývá otázkami uprchlíků a přistěhovalců.
Egeland se aktivně účastnil řady mírových procesů. Podílel se na zahájení komunikace mezi Izraelem a Organizací pro osvobození Palestiny v roce 1992, což vedlo v září 1993 k uzavření dohody v Oslu. V roce 1996 řídil v rámci OSN mírová jednání mezi vládou Guatemaly a revolučními partyzány, která rovněž vyvrcholila podpisem příměří v Oslu.
Egeland se věnoval řešení problémů a krizových situací v severní Ugandě, v Dárfúru v Súdánu a v Demokratické republice Kongo. Účastnil se také kampaní na pomoc lidem a regionům zasaženým přírodními katastrofami jako po vlnách tsunami v Indickém oceánu roku 2004 nebo následně po hurikánu Katrina.

## Rodina
Jeho otcem je Kjolv Egeland, který byl politicky aktivní za Norskou stranu práce a v sedmdesátých letech zastával post ministra školství.
Jan Egeland je od března 2017 ovdovělý. Jeho ženou byla bývalá norská ministryně vnitra Anne Kristin Sydnesová, s níž má Egeland dvě dcery Heidi a Ane.

## Publikace a zmínky
V roce 2006 ho časopis Time zařadil na seznam “100 lidí, kteří utvářejí náš svět”. V roce 2008 vydal Egeland paměti s názvem A Billion Lives: An Eyewitness Report from the Frontlines of Humanity (kniha nebyla přeložena do češtiny), které shrnovaly jeho působení v OSN v letech 2003–2006.
Pro širší veřejnost ho v posledních letech proslavila především píseň s názvem Jan Egeland od norské skupiny Ylvis. Jedná se o humorně laděnou oslavnou píseň, která měla na serveru youtube na začátku roku 2017 přes 15 milionů zhlédnutí. Sám Egeland píseň označil za “vtipnou, výborně zazpívanou a mající vynikající tempo”.